# Слепе змије
{{Taxobox
| name = Слепе змије
| image = Ramphotyphlops braminus.jpg
| image_width = 181px
| image_caption =  
| regnum = 
| phylum = 
| subphylum = 
| classis = 
| ordo = 
| subordo = 
| infraordo = 
| familia = 
| familia_authority = , 1820
| synonyms = 
- -{Typhlopidae - Merrem, 1820
- Typhlopina - Müller, 1832
- Typhlopsidae - Gray, 1845
- Typhlopidae - Jan, 1863
- Typhlopidae - Witte}-, 1962[1]

}}
Слепе змије (лат. Typhlopidae) су породица змија која је добила назив по томе што њени представници због претежно подземног начина живота имају закржљале очи превучене кожом.

## Карактеристике
Ово су змије малог раста, црволиког изгледа, чија се глава битно не разликује од остатка тела, а реп им је кратак и дебео. Имају рудименте задњих екстремитета. Вилица није растегљива. Тело је прекривено широким крљуштима, међусобно истоветним. Већина врста носи јаја.

## Исхрана
Хране се претежно ситним бескичмењацима као што су мрави и термити.

## Ареал
Насељавају велика пространства тропских и суптропских области, а једна врста, слепа змија (Typhlops vermicularis) живи и на подручју Европе.

## Распрострањеност и станиште
Насељава јужне, централне и источне делове Балкана. Углавном живи у сувим, отвореним, топлим стаништима која немају густу вегетацију. У пролеће се може начи испод камења, а лети се увлачи дубље под земљу у уске ходнике да би избегла врућину. На површину излази ретко у току дана и то обично у сумрак и када је влажно време.

## Размножавање
Слепа змија је ововивипарна врста. Женке полажу од 4 до 8 јаја дужине 11-24 мм. Јаја су која  издужена и имају зашиљен врх. Нема бриге о потомству.